# 一氯化钙
一氯化钙（化学式：CaCl）是一种不稳定的双原子分子，其中化学键具有强的离子性。1953年报道了一种固体的组成为CaCl，然而后来试图重现这项工作都失败了。CaCl在碳星大气中被观测到。